# Melonhuvudval
Melonhuvudval eller brednosdelfin (Peponocephala electra) är en art i familjen delfiner, underfamiljen grindvalar, och den enda arten i släktet Peponocephala.

## Kännetecken
Ungdjur är vid födelsen ungefär en meter långa och väger mellan 10 och 15 kilogram. Fullt utvecklade individer når en längd av 2-3 meter och en vikt av 200-275 kilogram. Livslängden för hannar ligger vid 20 år och för honor troligtvis upp till 30 år. Rekordet i livslängd som dokumenterats är 47 år.
Delfinen har ett klotformigt huvud och kroppens form påminner om en torped. Kroppsfärgen är huvudsakligen ljusgrå men i ansiktet finns mörka teckningar som påminner om en mask. Bröstfenorna och ryggfenan är långa och spetsiga. I vissa regioner kan arten lätt förväxlas med falsk späckhuggare.

## Levnadssätt
För några exemplar av melonhuvudval registrerades en hastighet av 20 km/h när de simmade. Flera individer av gruppen hoppade så att i princip hela kroppen var utanför vattnet. Arten lever i medelstora till stora flockar av 15 till maximalt 1500 individer.
Födan utgörs främst av olika fiskar och bläckfiskar som troligtvis kompletteras med andra havslevande blötdjur. Enligt ett fåtal studier är honor på södra jordklotet cirka 12 månader dräktiga och ungarna föds mellan augusti och oktober. Ungarna är vid födelsen cirka 100 cm långa. Könsmognaden infaller för hanar efter ungefär 7 månader och för honor efter ungefär 12 månader.

## Utbredning
Arten förekommer över hela världen i tropiska och subtropiska havsregioner. På norra halvklotet vandrar den ibland till tempererade områden. Arten har iakttagits så långt norrut som Islands södra kustlinje. De flesta individer lever däremot mellan 20:e breddgraden norrut respektive söderut. Valen vistas främst i pelagiska regioner. Kring Hawaii och Cebu (Filippinerna) iakttas särskilt många individer.

## Systematik
Informationer om arten finns huvudsakligen från strandade exemplar. Djuret listades i början till släktet Lagenorhynchus. Senare flyttades valen till ett eget släkte, Peponocephala. Det vetenskapliga namnet syftar på det latinska ordet för växten pumpa (Pepono). Beteckningen är troligtvis en felöversättning. Det antas att släktets auktorer (Nishiwaka & Norris, 1966) tänkte på det engelska namnet, Melon-headed Whale, men blandade ihop pumpa och melon.